# Eusarcus aberrans
Eusarcus aberrans is een hooiwagen uit de familie Gonyleptidae.